# میگل پوبلت
میگل پوبلت (اسپانیایی: Miguel Poblet‎; ۱۸ مارس ۱۹۲۸ – ۶ آوریل ۲۰۱۳) دوچرخه‌سوار اهل اسپانیا بود.
وی همچنین برندهٔ جوایزی همچون جایزه کرئو د سن ژردی شده‌است.